# Кирилл (Карбалиотис)
Митрополит Кирилл (греч. Μητροπολίτης Κύριλλος, в миру Георгиос Карбалиотис греч. Γεώργιος Καρμπαλιώτης; 1904, Каламата — 20 сентября 1968, Афины) — архиерей Элладской православной церкви (формально также Константинопольская православной церкви), митрополит Фессалиотидский и Фанариоферсальский (1951—1967).

## Биография
Родился в 1904 году в Каламате, в Греции.
В 1922 году был пострижен в монашество в монастыре Святого Павла на Афоне. Окончил богословский факультет Афинского университета. Последовательно хиротонисан во иеродиакона и иеромонаха. Служил протосинкеллом в Фессалиотидской митрополии и проповедником в Мессинийской митрополии.
1 марта 1942 года состоялась его архиерейская хиротония в сан митрополита Парамитийского Фильятеского, Гиромерийского и Паргаского, но немецкие оккупационные власти выслали его в Афины.
15 апреля 1943 года был избран митрополитом Зихнийским и Неврокопийским, но смог приехать на кафедру в Неа-Зихни только в 1945 году.
25 сентября 1951 года был избран митрополитом Фессалиотидским и Фанариоферсальским.
2 августа 1967 года ушёл на покой. Скончался 20 сентября 1968 года в Афинах.